# Pachyuromys duprasi
La rata del desierto de cola crasa o jerbo de Duprasi (Pachyuromys duprasi) es una especie de roedor miomorfo de la familia Muridae. Es el único miembro del género Pachyuromys.
Es una especie muy tranquila y dócil, de tamaño reducido y que se adapta muy bien a la cautividad, siendo relativamente reciente en el comercio de animales de compañía.

## Descripción
Es un roedor adaptado a zonas áridas. Su característica más llamativa es su cola corta, de color rosado, sin pelo y prensil, donde almacenan grasa que utilizan como reserva energética y fuente de agua metabólica, como ocurre con la giba de los camélidos.
Es de pequeño tamaño, con una longitud corporal de alrededor de 10 cm y una cola de 5 cm, con un peso de adulto de unos 40 gramos.

## Distribución y hábitat
Es propio de todo el norte de África, donde habita zonas áridas de escasa vegetación. Construyen madrigueras no muy elaboradas, de un metro de longitud, excavadas en zonas de arena dura. En ocasiones ocupan madrigueras excavadas por otras especies.

## Comportamiento
Como los jerbos de Mongolia, son animales muy sociables, no estrictamente nocturnos, con una alternancia de períodos actividad y descanso a lo largo del todo el día. Pero a diferencia del jerbo de Mongolia, son menos activos.
A pesar de su comportamiento sociable y tranquilo, pueden ocurrir peleas, en las que se mordisquean la cola, acompañado de sonoros chillidos. El ritual de apareamiento es bastante similar a una de estas escaramuzas.
Los machos tienen glándulas olorosas en el vientre para marcar el territorio, pero no parece ser detectable por el hombre.

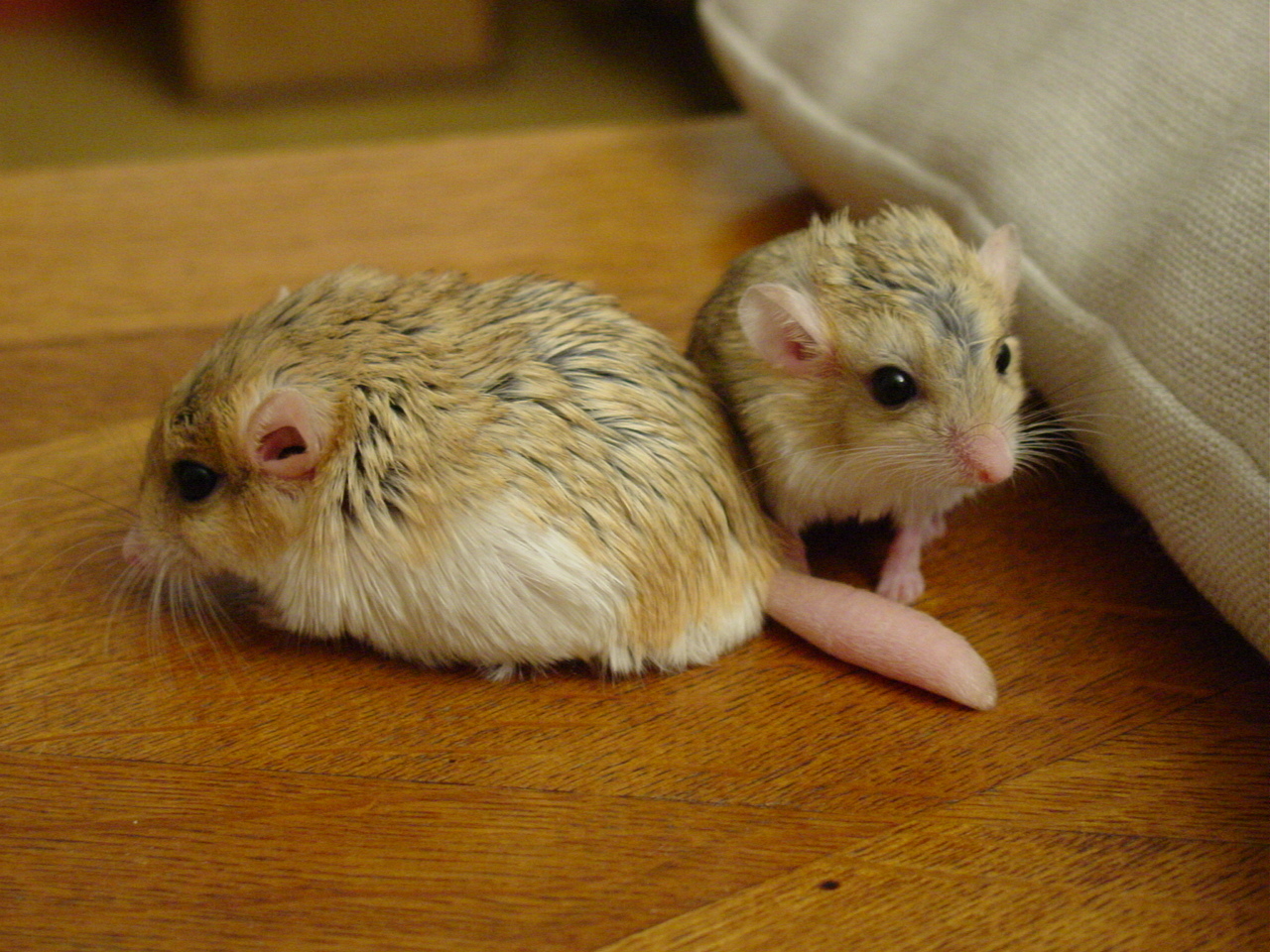
Ejemplares domésticos.

### Esperanza de vida
Entre 5 y 7 años de longevidad para individuos mantenidos en cautividad. En la naturaleza probablemente su esperanza de vida sea menor.

### Alimentación
Es una especie omnívora, pero con una dieta más insectívora que otros jerbos.